# Michael P. Kitt

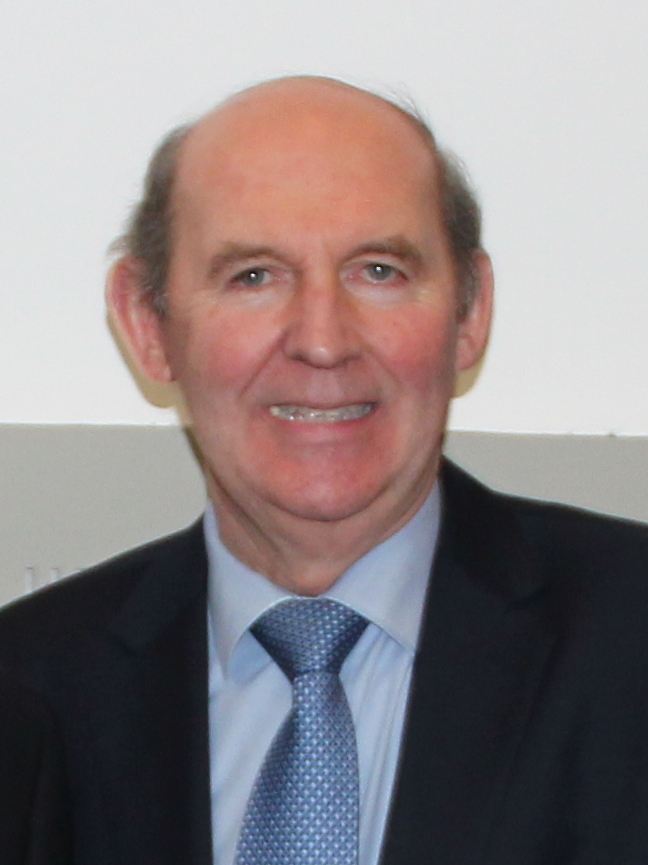
Michael P. Kitt (2014)

Michael P. Kitt (irisch Micheál Ó Ceit, * 17. Mai 1950 in Tuam, County Galway) ist ein irischer Politiker (Fianna Fáil). 
Er gehört dem Dáil Éireann, dem Unterhaus des irischen Parlaments, an.
Kitt besuchte das St. Jarlath’s College in Tuam, das St. Patrick’s Teacher Training College in Drumcondra, das University College Dublin, wo er seinen Bachelor of Arts (BA) sowie sein Higher Diplom of Education (HdipED) erhielt, und das University College Galway. Kitt wurde nun als Lehrer tätig.
Im März 1975 wurde er in einer Nachwahl im Wahlkreis Galway North-East erstmals in den Dáil Éireann gewählt und besetzte damit den vakanten Sitz seines verstorbenen Vaters Michael F. Kitt neu. Bei den nächsten regulären Wahlen im Jahr 1977 konnte Kitt sein Mandat jedoch nicht verteidigen. Stattdessen wurde er in den 14. Seanad Éireann gewählt. Erst 1981 gelang ihm im Wahlkreis Galway East der Wiedereinzug in den Dáil Éireann, dem er diesmal bis 2002 angehörte. Als Abgeordneter (Teachta Dála) war er vom 15. November 1991 bis zum 11. Februar 1992 Staatsminister des Taoiseach. Im Juli 2002 wurde er von Taoiseach Bertie Ahern zum Senator im 22. Seanad Éireann nominiert. Nachdem er in den 30. Dáil gewählt wurde, hatte er dort verschiedene Posten als Staatsminister inne.
Von 1975 bis 1991 war Kitt Mitglied des Galway County Council und fungierte in dieser Zeit von 1985 bis 1986 als dessen Vorsitzender.
Er ist verheiratet und hat vier Kinder, drei Söhne und eine Tochter. Sein Bruder Tom Kitt und seine Schwester Áine Brady sind ebenfalls politisch aktiv.